# Natação no Campeonato Europeu de Esportes Aquáticos de 2012 - 200 m peito feminino
A prova dos 200 metros peito feminino da natação no Campeonato Europeu de Esportes Aquáticos de 2012 ocorreu nos dias 24 e 25 de maio em Debrecen na Hungria. 

## Calendário
| Fase          | Data       | Hora  |
| ------------- | ---------- | ----- |
| Eliminatórias | 24 de maio | 09:30 |
| Semifinal     | 24 de maio | 18:09 |
| Final         | 25 de maio | 17:38 |

Todos os horários estão no horário local (UTC+1)

## Recordes
Antes desta competição, os recordes eram os seguintes:
| Recorde mundial       | Annamay Pierse  | 2:20.12 | Roma      | 30 de julho de 2009  |
| Recorde europeu       | Nađa Higl       | 2:21.62 | Roma      | 31 de julho de 2009  |
| Recorde do campeonato | Anastasia Chaun | 2:23.50 | Budapeste | 13 de agosto de 2010 |

## Medalhistas
| Ouro                  | Prata                | Bronze            |
| Sara Nordenstam (NOR) | Irina Novikova (RUS) | Sarah Poewe (GER) |

## Resultados

### Eliminatórias
Esses foram os resultados das eliminatórias. 
| Pos. | Bateria | Raia | Nadadora                  | Nacionalidade | Tempo   | Notas            |
| ---- | ------- | ---- | ------------------------- | ------------- | ------- | ---------------- |
| 1    | 4       | 5    | Joline Höstman            | Suécia        | 2:28.06 | Q                |
| 2    | 4       | 4    | Nađa Higl                 | Sérvia        | 2:28.59 | Q                |
| 3    | 5       | 4    | Irina Novikova            | Rússia        | 2:29.19 | Q                |
| 4    | 5       | 6    | Sara Nordenstam           | Noruega       | 2:29.22 | Q                |
| 5    | 4       | 3    | Sarah Poewe               | Alemanha      | 2:29.84 | Q                |
| 6    | 3       | 4    | Fanny Lecluyse            | Bélgica       | 2:30.17 | Q                |
| 7    | 3       | 7    | Martina Moravciková       | Chéquia       | 2:30.50 | Q                |
| 8    | 4       | 6    | Hrafnhildur Lúthersdóttir | Islândia      | 2:30.54 | Q                |
| 9    | 5       | 3    | Caroline Ruhnau           | Alemanha      | 2:30.55 | Q                |
| 10   | 4       | 2    | Dilara Buse Günaydin      | Turquia       | 2:31.38 | Q                |
| 11   | 5       | 7    | Tjasa Vozel               | Eslovênia     | 2:31.50 | Q                |
| 12   | 3       | 6    | Ganna Dzerkaľ             | Ucrânia       | 2:31.71 | Q                |
| 13   | 4       | 1    | Shani Stallard            | Irlanda       | 2:31.87 | Q                |
| 13   | 5       | 1    | Anna Sztankovics          | Hungria       | 2:31.87 | Q                |
| 15   | 2       | 3    | Neza Marcun               | Eslovênia     | 2:32.07 | Q                |
| 16   | 5       | 8    | Fiona Doyle               | Irlanda       | 2:32.20 | Q                |
| 17   | 3       | 1    | Noora Laukkanen           | Finlândia     | 2:32.21 |                  |
| 18   | 2       | 6    | Alona Ribakova            | Letônia       | 2:32.53 | Recorde nacional |
| 19   | 4       | 7    | Concepcion Badillo Diaz   | Espanha       | 2:32.69 |                  |
| 20   | 3       | 5    | Chiara Boggiatto          | Itália        | 2:32.73 |                  |
| 21   | 3       | 2    | Jenna Laukkanen           | Finlândia     | 2:33.33 |                  |
| 22   | 5       | 2    | Tanja Šmid                | Eslovênia     | 2:33.38 |                  |
| 23   | 3       | 3    | Vanessa Crimberg          | Alemanha      | 2:33.59 |                  |
| 24   | 3       | 8    | Raminta Dvariškytė        | Lituânia      | 2:33.62 |                  |
| 25   | 5       | 5    | Lisa Fissneider           | Itália        | 2:33.79 |                  |
| 26   | 4       | 8    | Anastasiya Malyavina      | Ucrânia       | 2:34.19 |                  |
| 27   | 2       | 5    | Sandra Swierczewska       | Áustria       | 2:34.79 |                  |
| 28   | 1       | 4    | Erla Dögg Haraldsdóttir   | Islândia      | 2:36.25 |                  |
| 29   | 2       | 7    | Mariya Liver              | Ucrânia       | 2:38.11 |                  |
| 30   | 2       | 4    | Maria Georgia Michalaka   | Grécia        | 2:38.42 |                  |
| 31   | 1       | 5    | Zuzana Mimovicová         | Eslováquia    | 2:39.52 |                  |
| 32   | 1       | 3    | Vangelina Draganova       | Bulgária      | 2:39.97 |                  |
| 33   | 2       | 1    | Evghenia Tanasienco       | Moldávia      | 2:40.15 |                  |
| 34   | 1       | 6    | Tatiana Chisca            | Moldávia      | 2:41.49 |                  |
| 35   | 2       | 8    | Helena Pikhartová         | Chéquia       | 2:42.01 |                  |
| 36   | 2       | 2    | Stina Gardell             | Suécia        | DNS     |                  |

### Semifinal
Esses foram os resultados das semifinais. 
Semifinal 1
| Pos. | Raia | Nadadora                  | Nacionalidade | Tempo   | Notas |
| ---- | ---- | ------------------------- | ------------- | ------- | ----- |
| 1    | 5    | Sara Nordenstam           | Noruega       | 2:27.91 | Q     |
| 2    | 4    | Nađa Higl                 | Sérvia        | 2:28.28 | Q     |
| 3    | 7    | Ganna Dzerkaľ             | Ucrânia       | 2:28.88 | Q     |
| 4    | 3    | Fanny Lecluyse            | Bélgica       | 2:28.93 | Q     |
| 5    | 6    | Hrafnhildur Lúthersdóttir | Islândia      | 2:28.99 | Q     |
| 6    | 1    | Anna Sztankovics          | Hungria       | 2:30.26 |       |
| 7    | 2    | Dilara Buse Günaydin      | Turquia       | 2:30.70 |       |
| 8    | 8    | Fiona Doyle               | Irlanda       | 2:33.97 |       |

Semifinal 2
| Pos. | Raia | Nadadora            | Nacionalidade | Tempo   | Notas |
| ---- | ---- | ------------------- | ------------- | ------- | ----- |
| 1    | 5    | Irina Novikova      | Rússia        | 2:26.39 | Q     |
| 2    | 4    | Joline Höstman      | Suécia        | 2:27.89 | Q     |
| 3    | 3    | Sarah Poewe         | Alemanha      | 2:28.72 | Q     |
| 4    | 6    | Martina Moravciková | Chéquia       | 2:29.27 |       |
| 5    | 2    | Caroline Ruhnau     | Alemanha      | 2:29.47 |       |
| 6    | 7    | Tjasa Vozel         | Eslovênia     | 2:29.86 |       |
| 7    | 8    | Neza Marcun         | Eslovênia     | 2:30.99 |       |
| 8    | 1    | Shani Stallard      | Irlanda       | 2:32.11 |       |

### Final
Esse foi o resultado da final. 
| Pos.              | Raia | Nadador                   | Nacionalidade | Tempo   | Notas |
| ----------------- | ---- | ------------------------- | ------------- | ------- | ----- |
| Medalha de ouro   | 3    | Sara Nordenstam           | Noruega       | 2:26.91 |       |
| Medalha de prata  | 4    | Irina Novikova            | Rússia        | 2:27.25 |       |
| Medalha de bronze | 2    | Sarah Poewe               | Alemanha      | 2:27.80 |       |
| 4                 | 5    | Joline Höstman            | Suécia        | 2:27.87 |       |
| 5                 | 8    | Hrafnhildur Lúthersdóttir | Islândia      | 2:27.92 |       |
| 6                 | 6    | Nađa Higl                 | Sérvia        | 2:28.24 |       |
| 7                 | 7    | Ganna Dzerkaľ             | Ucrânia       | 2:28.37 |       |
| 8                 | 1    | Fanny Lecluyse            | Bélgica       | 2:30.12 |       |

Legenda
| Recorde mundial       | Recorde mundial (World record)               |                       | Recorde africano                      | Recorde africano (African) |                                           | Q | Classificado por posição (Qualified) |
| Recorde do campeonato | Recorde do campeonato (Championship record)  | Recorde da América    | Recorde da América (Americas)         | q                          | Classificado por melhor tempo (Qualified) |   |                                      |
| Melhor marca do ano   | Melhor marca do ano (World leading)          | Recorde asiático      | Recorde asiático (Asian)              | DNS                        | Não largou (Did not start)                |   |                                      |
| Recorde nacional      | Recorde nacional (National record)           | Recorde europeu       | Recorde europeu (European)            | DNF                        | Não terminou (Did not finish)             |   |                                      |
| Recorde pessoal       | Recorde pessoal do atleta (Personal best)    | Recorde da Oceania    | Recorde da Oceania (Oceania)          | DSQ / DQ                   | Desclassificado (Disqualified)            |   |                                      |
| Recorde da temporada  | Recorde da temporada do atleta (Season best) | Recorde sul-americano | Recorde sul-americano (South America) | NM                         | Sem marca (No mark)                       |   |                                      |